# 57 î.Hr.

## Nașteri
- 30 ianuarie: Livia Drusilla  (d. 29)

## Decese
- dată necunoscută: Lucullus  (n. 117 î.Hr.)
- dată necunoscută: Bion din Smirna  (n. 120 î.Hr.)